# Fasil Ghebbi
Fasil Ghebbi és una ciutadella situada a Gondar, Etiòpia. Fou una seu dels emperadors d'Etiòpia en els segles XVII i XVIII. La seva arquitectura única mostra diverses influències com Nubian, àrab i barroc. El lloc va ser inscrit com a Patrimoni de la Humanitat per la UNESCO el 1979.
Aquest complex d'edificis inclou el castell Fasilides, el palau d'Iyasu, Hall d'Dawit, un saló de banquets, cavallerisses, el castell de Mentewab, una cancelleria, una biblioteca i tres esglésies: Asasame Qeddus Mikael, Giyorgis Elfin i Gemjabet Mariyam.